# Arrivederci amore, ciao
Pour plus de détails, voir Fiche technique et Distribution.
Arrivederci amore, ciao est un film italien réalisé par Michele Soavi, sorti en 2006.

## Synopsis
Un terroriste italien repenti qui a trahi ses amis pour échapper à une lourde condamnation tente vainement de retrouver une vie normale à sa sortie de prison.

## Fiche technique
- Titre : Arrivederci amore, ciao
- Titre international : The Goodbye Kiss
- Réalisation : Michele Soavi
- Scénario : Marco Colli, Franco Ferrini, Michele Soavi et Luigi Ventriglia, d'après le roman Arrivederci amore, ciao, de Massimo Carlotto
- Production : Conchita Airoldi, Marco Colli, Dino Di Dionisio, Luisa Pistoia
- Budget : 4,3 millions d'euros
- Musique : Andrea Guerra
- Photographie : Giovanni Mammolotti
- Montage : Anna Rosa Napoli
- Décors : Andrea Crisanti
- Costumes : Maurizio Millenotti
- Pays d'origine : Italie
- Format : Couleurs - 2,35:1 - Dolby Digital - 35 mm
- Genre : Policier
- Durée : 107 minutes
- Dates de sortie : 24 février 2006 (Italie), 2 août 2006 (France)
- Film interdit aux moins de 12 ans lors de sa sortie en France

## Distribution
- Alessio Boni : Giorgio Pellegrini
- Michele Placido : le vice-commissaire Ferruccio Anedda
- Isabella Ferrari : Flora
- Alina Nadelea : Roberta, surnommée "Robi"
- Carlo Cecchi : Sante Brianese
- Antonello Fassari : Sergio Cosimato
- Marjo Berasategui : Francisca
- Riccardo Zinna : Pasquale, dit "Vesuviano"
- Alessio Caruso : Gayetano
- Max Mazzotta : Ciccio Formaggio
- Gentiano Hazizi : Romo Zaninovic
- Kai Portman : Tonci Zaninovic
- Marco Mattioli : Javier
- Amandio Pinheiro : Pepe
- Emanuela Galliussi : Laura
- Morgane Slemp : Giorgia
- Michele Nani : Ausonio
- Luigi Grilli : le père de Roberta
- Umberto Parasecoli : le Bolivien

## Autour du film
- Le tournage s'est déroulé du 4 juillet au 8 septembre 2005 à Latina, Milan, Rome et Paris.
- Le film fut projeté en France le 8 avril 2006 dans le cadre du Festival du film policier de Cognac, et le 28 octobre 2006 lors du Festival du film italien de Villerupt.

## Bande originale
- Insieme a te non ci sto più, interprété par Caterina Caselli, composé par Paolo Conte
- Aqualung, par Jethro Tull
- La notte, interprété par Salvatore Adamo
- Shout, interprété par Tears for Fears
- She Drives Me Crazy, interprété par Fine Young Cannibals
- Smoke on the Water, interprété par Deep Purple

## Distinctions
- Prix David di Donatello de la meilleure chanson (Caterina Caselli, pour Arrivederci amore, ciao) et nomination aux meilleurs décors et meilleur second rôle féminin pour Isabella Ferrari en 2006.